# Sodomia

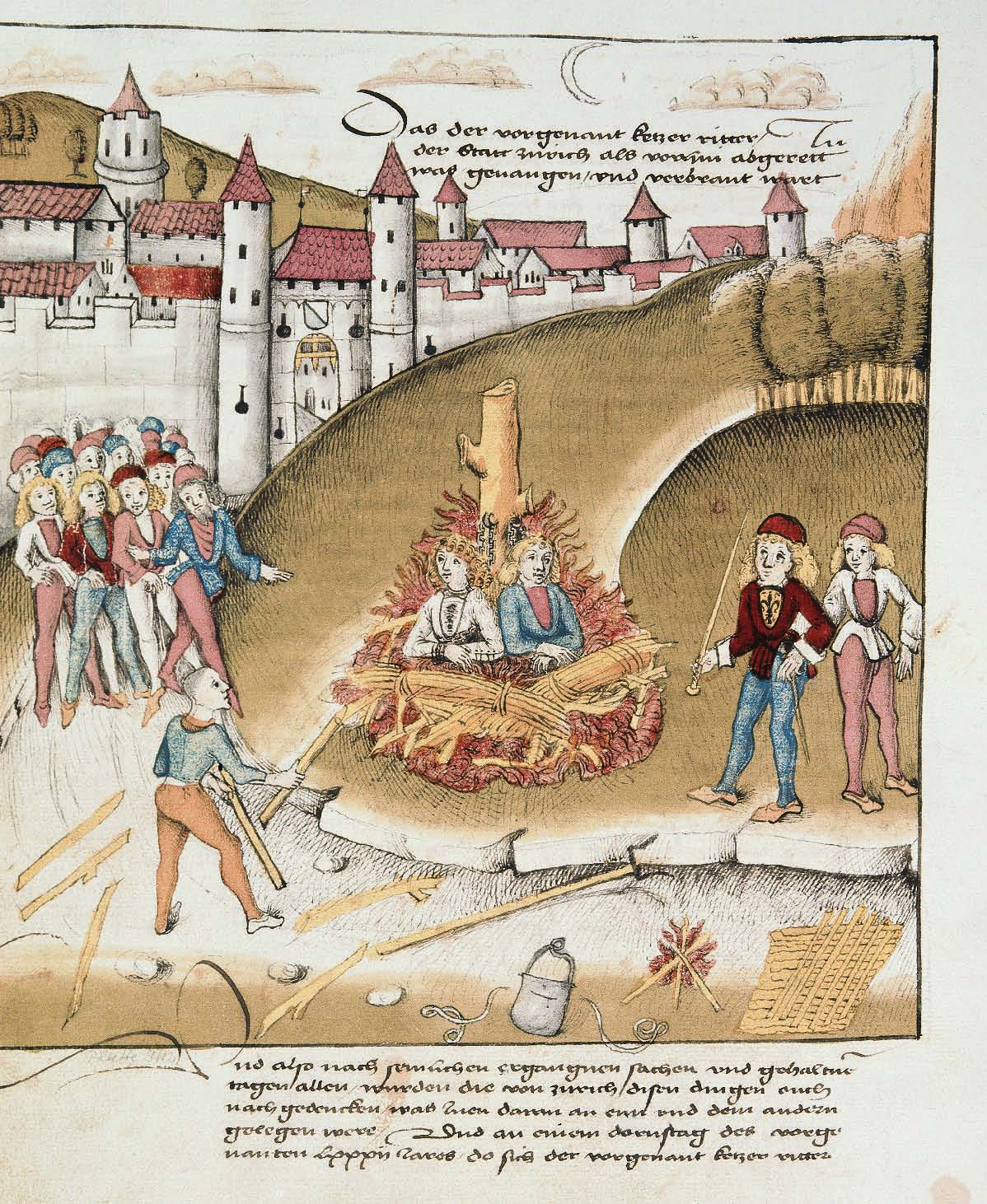
Crema de sodomites a l'any 1482

La sodomia és un terme d'origen religiós que s'utilitza per a referir-se a certs tipus d'actes sexuals, principalment el sexe anal entre homes o en mesura menor entre un home i una dona. El concepte i la seva criminalització daten del segle xi i era estretament relacionat amb el crim d'heretgia, vici comú atribuït als càtars i bujarrons. El terme sodomia, però, s'ha utilitzat, principalment en algunes religions, per incloure actes no penetratius com ara el sexe oral o la penetració anal amb altres objectes o encara la bestialitat.
El terme es deriva del nom de la ciutat antiga de Sodoma, que -d'acord amb la interpretació històricament acceptada de l'Antic Testament- va ser destruïda pels seus pecats. Al segle xi, el teòleg Pere Damià, al seu llibre Liber Gomorrhianus va afirmar que el pecat que cometeren els habitants de Sodoma era l'homosexualitat, concretament el coit anal, el pecat més abominable, tot i que condemna totes les altres pràctiques sexuals no procreatives.
La catàstrofe de Sodoma és un dels motius motiu per què està condemnada generalment pel cristianisme (així especificat per la jerarquia eclesiàstica catòlica), el judaisme i l'islam. La sodomia representava l'essència pura de l'erotisme, sense preocupar-se de la continuïtat de l'espècie, en un context en el qual, a desgrat que el plaer sexual era prohibit en relacions procreatives, i només una posició era ordenada per Déu: calia sotmetre la rebel·lió de la carn a la raó. Alguns autors pensen que, contra la interpretació tradicional que només data de l'alta edat mitjana, la falta comesa pels habitants de Sodoma fou la negació de l'hospitalitat als visitants, que en les concepcions de l'època i el territori sí que era considerada una falta molt greu.

## Sodomia a la Catalunya medieval
Als Costums de Tortosa (finals del segle xiii) s'estípula: «És un altre crim contra natura si un home usa de luxúria amb un altre home, que deu perdre el cap, de tal manera que mori» El 5 d'octubre de 1300 el rei Jaume dit el Just ordenà ultra això la confiscació dels béns, convenient, quan l'incriminat era un adversari polític.
En un context de catàstrofes naturals i d'epidèmies com la pesta negra se cercaven causes i bocs expiatoris. També, el «pecat de sodomia» era utilitzat per a eliminar adversaris polítics. Uns dels casos més emblemàtics fou el judici contra el comte Ponç V d'Empúries. Així als prolegòmens del procés per sodomia contra Ponç el rei Jaume invocà: «Hem sabut que […] algunes persones a la Diòcesi de Girona han cultivat una classe de disbauxa la qual és contrària a la natura. No ha de semblar que Nosaltres, […] podem permetre uns tals criminals, vils i horribles fets, perquè del perill que comporta és sabut que ha fet caure ciutats i els seus habitants per aquestes activitats. Per culpa d'això, terratrèmols, fam i pestilències han augmentat, l'aire ha començat a infectar-se, etc.»